# Don’t F**k with Cats – Die Jagd nach einem Internet-Killer
Don’t F**k with Cats – Die Jagd nach einem Internet-Killer (im Original: Don’t F**k with Cats: Hunting an Internet Killer) ist eine US-amerikanische dreiteilige True-Crime-Dokumentar-Serie aus dem Jahr 2019, die im Auftrag von Netflix produziert und als Netflix Original veröffentlicht wurde. Die Serie handelt vom Mord an Jun Li durch Luka Magnotta.

## Handlung
John Green und Deanne Thompson sind Admins einer Facebookgruppe mit circa 15.000 Mitgliedern, die Jagd auf einen Mann macht, der auf YouTube Videos verbreitet, in denen er Katzen misshandelt und tötet. Anhand von Einrichtungsgegenständen und anderen Einzelheiten in den Videos und den Metadaten der Videos können die Mitglieder der Facebookgruppe erst herausfinden, dass der Täter in Toronto gewohnt hat, später können sie seinen aktuellen Aufenthaltsort Montreal bestimmen. Der Täter wird von der Aufmerksamkeit, die er durch die Gruppe bekommt, immer weiter angestachelt und erstellt im Zeitraum von knapp zwei Jahren immer grausamere Videos. Während die Polizei anfangs noch keine Ermittlungen aufnimmt, entwickeln sich im Verlauf der zwei Jahre internationale Ermittlungen in den USA und Kanada. In seinem letzten Video quält der Täter einen jungen Mann, tötet ihn mit einem Eispickel und zerstückelt die Leiche, um anschließend Leichenteile per Post zu verschicken. Der Täter, Luka Magnotta, setzt sich nach Deutschland ab, wird dort in einem Internetcafé in Berlin erkannt und kann von der deutschen Polizei festgenommen werden.

## Besetzung
| Rolle            | Erscheinen (Folgen) | Beschreibung                                                                             |
| ---------------- | ------------------- | ---------------------------------------------------------------------------------------- |
| John Green       | 1.01–1.03           | Admin einer Facebookgruppe und Internetnutzer                                            |
| Deanna Thompson  | 1.01–1.03           | Admin einer Facebookgruppe und Internetnutzerin unter dem Internetpseudonym Baudi Moovan |
| Claudette Hamlin | 1.02–1.03           | Detective Sergeant in der Mordermittlung des Service de police de la ville de Montréal   |
| Antonio Paradiso | 1.02–1.03           | Detective Sergeant in der Mordermittlung des Service de police de la ville de Montréal   |
| Anna Yourkin     | 1.02–1.03           | Mutter von Luka Magnotta                                                                 |
| Benjamin Xu      | 1.02–1.03           | bester Freund von Jun Li                                                                 |
| Marc Lilge       | 1.02–1.03           | Polizeibeamter der Polizei Berlin                                                        |
| Joe Panz         | 1.01                | Mitarbeiter der Tierschutzorganisation Rescue Ink                                        |
| Mike Nadeau      | 1.02                | Hausmeister                                                                              |
| Joe Warmington   | 1.02                | Journalist der Toronto Sun                                                               |
| Henri            | 1.03                | verdeckter Ermittler der US Marshals Fugitive Task Force                                 |
| Romeo Salta      | 1.03                | Rechtsanwalt                                                                             |
| Kadir Anlayisli  | 1.03                | Angestellter in einem Berliner Internetcafé                                              |
| Joel Watts       | 1.03                | Psychiater                                                                               |

## Hintergrund
Don’t F**k with Cats wurde von Mark Lewis geschrieben, der auch Regie führte. Produziert wurde es vom Unternehmen Raw TV. Für Musik zeigte sich Andrew Skeet verantwortlich, der teilweise Stücke gespielt von Orchester der Prager Philharmoniker einsetzte.
Die drei Folgen wurden am 18. Dezember 2019 weltweit auf Netflix veröffentlicht, im deutschsprachigen Raum steht Don’t F**k with Cats mit Voice-Over-Synchronisation bereit.

## Episodenliste
| Nr. | Deutscher Titel         | Originaltitel      | Regie      | Drehbuch   |
| --- | ----------------------- | ------------------ | ---------- | ---------- |
| 1   | Katz und Maus           | Cat and Mouse      | Mark Lewis | Mark Lewis |
| 2   | Töten für den Klick     | Killing for Clicks | Mark Lewis | Mark Lewis |
| 3   | Das Netz zusammenziehen | Closing the Net    | Mark Lewis | Mark Lewis |

## Rezeption
Der Wertungsaggregator Rotten Tomatoes errechnete für die erste Staffel aus den Kritiken von 8 Kritikern eine Weiterempfehlungsrate von 67 Prozent und eine Durchschnittsbewertung von 8 von 10. In der Internet Movie Database bewerteten mehr als 33.000 Zuschauer die Serie im Durchschnitt mit 8,1 von 10 Sternen.
Oliver Armknecht schreibt, dass der Dokumentarfilm, den er nicht ganz korrekt als „Dokumentation“ bezeichnet, nicht nur unterhalte, sondern den Zuschauer dazu anrege, das eigene Internetverhalten zu hinterfragen. Er kritisiert die „effekthascherische[n] Inszenierung“ und die „schrecklich dramatische Musik“ und schreibt weiter, dass Regisseur Mark Lewis neben den Interviews und alten Nachrichtensendungen auch Chatverläufe und Desktopscreenshots einbinde, die „im Laufe der drei Folgen aber doch recht viel Spannung“ verlieren. Insgesamt bezeichnet er die drei Folgen als „ungewöhnlichen Genre-Vertreter“. Joel Keller vom US-amerikanischen Decider schreibt, dass es faszinierend sei, dabei zuzusehen, wie einzelne Internetnutzer nur mit Internettools bei der Jagd nach einem Mörder helfen. Er merkt jedoch an, dass die Serie zu sehr versuche „Facebookgruppen und Internetsuchen zu einer schnellen Dokumentarserie (Facebook groups and internet searches into a fast-moving docuseries)“ zu machen. Insgesamt spricht er eine Empfehlung aus.

## Auszeichnungen
Primetime Creative Arts Emmy Awards 2020
- Auszeichnung in der Kategorie Bestes Drehbuch eines nichtfiktionalen Werks für Mark Lewis für die Folge Das Netz zusammenziehen

British Academy Television Awards 2020
- Nominierung in der Kategorie Best Factual für Mark Lewis, Felicity Morris, Michael Harte und Dimitri Doganis

British Academy Television Craft Awards 2020
- Preisträger in der Kategorie Bester Schnitt: Factual für Michael Harte
- Nominierung in der Kategorie Beste Regie: Factual für Mark Lewis